# Lyndon Baines Johnson Memorial Grove on the Potomac
Das Lyndon Baines Johnson Memorial Grove on the Potomac befindet sich auf Columbia Island in Washington, D.C. Das Presidential Memorial ehrt den 36. Präsidenten der Vereinigten Staaten Lyndon B. Johnson.

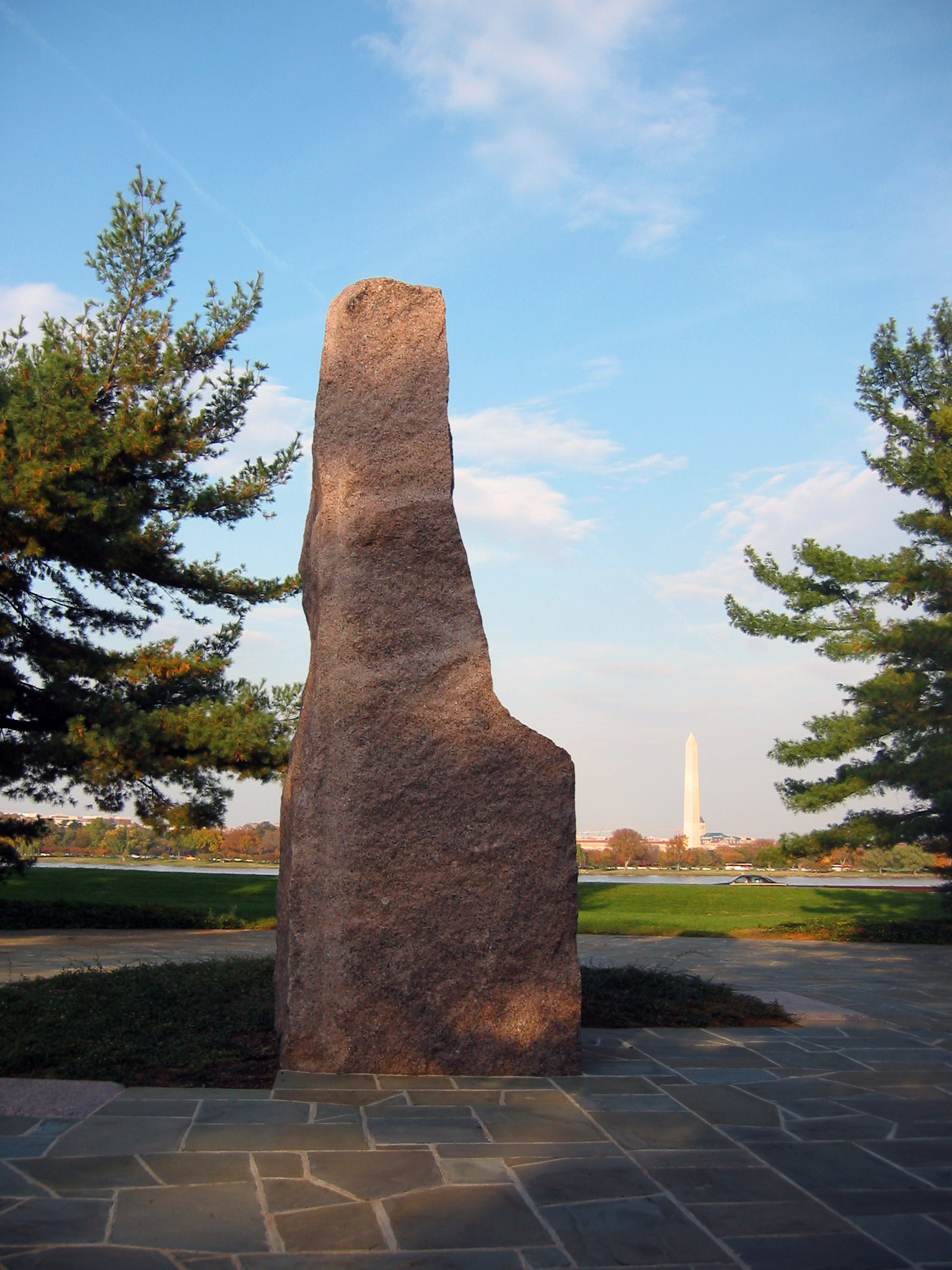
LBJ Memorial Grove Monolith

Die Gedenkstätte besteht aus zwei Bereichen. Der erste Bereich ist ein Monolith aus texanischem Granit, der von serpentinenförmigen Wegen umrundet wird. Der zweite Bereich ist eine Rasenfläche, die zum Entspannen und Nachdenken dient. Hunderten von Weymouth-Kiefern und Hartriegel-Bäumen geben den Wegen, die von Azaleen und Rhododendren gesäumt sind, Schatten. Von der Gedenkstätte blickt man über den Potomac River auf die Hauptstadt.
Am Eingang der Gedenkstätte, der gegenüber dem Pentagon liegt, können sich die Besucher eine Aufnahme von Lady Bird Johnson anhören. In dieser Aufnahme spricht die frühere First Lady über den Bau des Parks, die Bäume und den Blick auf die wichtigsten Sehenswürdigkeiten Washingtons.
Der Park umfasst auch das Navy-Marine Memorial, das den Seeleuten und Marines gewidmet ist, die im Ersten Weltkrieg gefallen sind.

## Administrative Geschichte
Das National Memorial wurde am 28. Dezember 1973 vom Kongress genehmigt und am gleichen Tag in das National Register of Historic Places eingetragen. Die Gedenkstätte wurde am 27. September 1974 eingeweiht. Sie wird vom National Park Service innerhalb des George Washington Memorial Parkway verwaltet.

## Referenzen
- The National Parks: Index 2001–2003. Washington: U.S. Department of the Interior.